# Бьяджоли, Пьетро
Пьетро Бьяджоли (итал. Pietro Biagioli; 25 августа 1929, Кампи-Бизенцио, Тоскана — 3 сентября 2017, Флоренция) — итальянский футболист, игравший на позиции полузащитника и нападающего. По завершении игровой карьеры — футбольный тренер.

## Игровая карьера
Родился 25 августа 1929 года в городе Кампи-Бизенцио. Воспитанник юношеской команды «Фиорентина». С 1948 года попал в первую команду «фиалок», но принял участие лишь в 1 матче Серии А — 12 июня 1949 года против «Торино» — после трагедии на Суперги, во время которой погибли большинство основных футболистов «Торино», эта команда вынуждена была выпускать молодёжный состав, и «Фиорентина» из уважения к погибшим чемпионам также выставила на поле «молодёжку».
Не пробившись к основы флорентийской команды, с 1950 по 1952 года Бьяджоли играл на правах аренды в составе клубов Серии В «Пиза» и «Пиомбино», причем во втором сезоне он занял второе место среди лучших бомбардиров Серии В с 17 мячами;
В конце сезона он вернулся в «Фиорентину», где в сезоне 1952/53 провел 15 матчей и забил 2 гола в Серии А — 15 марта 1953 года в ворота «Триестини» (2:0) и 12 апреля 1953 года в матче против «Аталанты» (2:1).
В сезоне 1953/54 на правах аренды играл за «Торино», за который провел 20 матчей и забил 5 голов (в том числе гол в 28-м туре, 18 апреля 1954 года, в ворота «Милана» (1:0).
В 1954 году заключил контракт с клубом Серии В «Мардзотто Вальданьо», в составе которого провел следующие два сезона. В 1956 году он перешел на правах аренды в «Падову», но за сезон сыграл лишь три матча в Серии А, в то время как в следующем году после возвращения в «Вальданьо» он стал лучшим бомбардиром Серии B сезона 1957/58, забив 19 голов.
В 1958 году перешел в «Таранто», за который отыграл 5 сезонов в Серии В и Серии C. Большинство времени, проведенного в составе «Таранто», был основным игроком команды.
Завершил профессиональную карьеру футболиста выступлениями за команду «Таранто» в 1963 году. За свою карьеру он провел 39 матчей и забил 7 голов в Серии А и 190 матчей и 68 голов в Серии В.

## Выступления за сборную
В 1952 году в составе олимпийской сборной Италии был в заявке Олимпийских игр в Хельсинки, однако за сборную так ни одного матча в карьере и не сыграл.

## Карьера тренера
По завершении игровой карьеры работал на тренерских должностях в родном «Фиорентине». Умер 3 сентября 2017 года, в возрасте 88 лет, во Флоренции.

## Титулы и достижения
- Лучший бомбардир Серии В: 1957/58 (19 голов)

## Ссылка
- Данные об игроке в «Энциклопедии футбола». (итал.)
- Статистика игрока на сайте carrierecalciatori.it (итал.)